# Pentatló modern als Jocs Olímpics d'estiu de 2012
Als Jocs Olímpics d'Estiu de 2012, realitzats a la ciutat de Londres (Anglaterra, Regne Unit), es disputaren dues proves de pentatló modern, les mateixes que en l'edició anterior, una en categoria masculina i una altra en categoria femenina.
La competició tingué lloc entre els dies 11 i 12 d'agost a les instal·lacions de Copper Box (competició d'esgrima), el London Aquatics Centre (natació) i Greenwich Park (competició de tir, cross i hípica).

## Resum de medalles
| Prova         | Or                       | Plata                 | Bronze             |
| Homes detalls | David Svoboda (CZE)      | Cao Zhongrong (CHN)   | Ádám Marosi (HUN)  |
| Dones detalls | Laura Asadauskaitė (LTU) | Samantha Murray (GBR) | Yane Marques (BRA) |

## Medaller
| Posició | País            | Or | Plata | Bronze | Total |
| 1       | Lituània        | 1  | 0     | 0      | 1     |
| 1       | Txèquia         | 1  | 0     | 0      | 1     |
| 3       | Regne Unit      | 0  | 1     | 0      | 1     |
| 3       | R.P. de la Xina | 0  | 1     | 0      | 1     |
| 5       | Brasil          | 0  | 0     | 1      | 1     |
| 5       | Hongria         | 0  | 0     | 1      | 1     |
| Total   | Total           | 2  | 2     | 2      | 6     |